# Marie Luise Kaschnitz
Marie Luise Kaschnitz, właśc. Marie Luise Freifrau Kaschnitz von Weinberg, ur. jako Marie Luise Freiin von Holzing-Berstett (ur. 31 stycznia 1901 w Karlsruhe, zm. 10 października 1974 w Rzymie) – niemiecka pisarka i poetka, autorka opowiadań, esejów, słuchowisk i szkiców prozatorskich. Czas jej życia obejmował cztery epoki historyczne: od spędzonego w arystokratycznych kręgach dzieciństwa w Cesarstwie Niemieckim epoki wilhelmińskiej, przez wczesną młodość w Republice Weimarskiej i późniejszą podczas nazistowskiej dyktatury Trzeciej Rzeszy, aż po dojrzałe lata w demokratycznej Republice Federalnej. Jej spuścizna literacka to „jedyna w swoim rodzaju twórczość epicka i liryczna, która łącząc poetycką przejrzystość i intelektualny potencjał obrysowuje bogaty intensywnymi przeżyciami łuk jej życia”. Stałe miejsca odniesienia w jej biografii to Bollschweil, niewielka miejscowość w Badenii-Wirtembergii, gdzie znajduje się rodzinna posiadłość jej rodu, Frankfurt nad Menem, w którym od 1941 do śmierci miała mieszkanie, oraz Rzym – cel licznych dłuższych pobytów z mężem, archeologiem Guido Kaschnitz von Weinberg, a pod koniec życia u mieszkającej tam córki Iris. Pisarka tak silnie czuła się związana z tymi miejscami, że pojawiają się one regularnie jako tło lub temat wielu jej utworów, wśród których szczególne miejsce zajmuje poświęcony Bollschweilowi Beschreibug eines Dorfes, eksperyment w zakresie techniki narracyjnej. Ton jej twórczości nadawała liryczna refleksja na ludzkim losem, także własnym – „rozprawa pomiędzy głębokim pragnieniem szczęścia a siłami rzeczywistości”. Jeszcze za życia określana mianem grande dame niemieckiej literatury, mimo że sama pisarka uważała je za nieadekwatne.

## Życiorys

### Dzieciństwo
Wywodziła się z alzackiej rodziny szlacheckiej. Córka generała majora Maxa von Holzing-Berstetta (1867-1936) i jego żony Elsy Wilhelminy (1875-1941), z domu baronówny (Freiin) von Seldeneck, była najmłodszą z trzech sióstr: Carola, zwana Mady, przyszła na świat w 1897, a Helene, zwana Lonja, w rok później. W 1904 urodził się upragniony przez rodziców syn Max Arthur, zwany Peter. Marie Luise była wychowywana w surowej prusko-protestanckiej atmosferze i, jak opisują to jej późniejsze pisma autobiograficzne, czuła się jako dziecko nieszczęśliwa.
Urodzona w Karlsruhe, rodzinnym mieście rodziców, dorastała w Poczdamie, dokąd rodzina przeprowadziła się w 1902 w rezultacie awansowania rotmistrza von Holzing-Berstetta na dowódcę szwadronu kawalerii i adiutanta skrzydłowego cesarza Wilhelma II. Dzieciństwo spędzone w zamożnej i uprzywilejowanej rodzinie oficerskiej, w pobliżu rezydencji cesarskiej w Nowym Pałacu w parku Sanssouci, wspomni pisarka głównie w zbiorze opowiadań Orte (1973), jako okres sztywnej etykiety i nudy, z jednym tylko ciekawym miejscem – ogrodem przy domu przy ulicy Persiusstrasse.

### Młodość
W 1913 przeprowadzono się do Berlina, najpierw do domu przy Hardenbergstrasse, a następnie do reprezentacyjnej willi przy Von-der-Heydt-Strasse 6 w wytwornej dzielnicy Tiergarten, gdzie dostatnie i tradycyjnie zorientowane życie miało swoją kontynuację w nowym, wielkomiejskim szyku. Marie Luise rozpoczęła naukę w liceum dla dziewcząt (nie przewidującym jednak matury) i w konserwatorium, a chłodne i zdystansowane relacje z rodzicami, opisane przez Kaschnitz we wspomnieniach, utrzymały się aż po jej dorosłość. Wakacje spędzało rodzeństwo m.in. w Höllhof (powiat Ortenau), w położonej wysoko na zachodnich stokach Schwarzwaldu zagrodzie, którą dziadek ze strony matki, Guilloume Baron von Seldeneck, zakupiwszy w 1890 przebudował na dom myśliwski i wakacyjny. Wraz z pogarszającą się w wyniku przebiegu I wojny światowej sytuacją polityczną i militarną Cesarstwa Niemieckiego, baron von Holzing-Berstett, zaangażowany ze swoim oddziałem kawalerii w walki na froncie wschodnim, zarządził w 1916, że jego żona i dzieci opuszczą Berlin i przeniosą się do posiadłości rodzinnej w Bollschweilu w niezagrożonej wojną Badenii. Baronową von Holzing-Berstett obarczył zadaniem zagospodarowania niezamieszkałego od wielu dekad dworku, zwanego lokalnie Schloss Bollschweil, i rozbudowania na godną siedzibę rodu. To, co w słowach Marie Luise Kaschnitz było „po części ruiną, a po części dżunglą pokrzyw”, dwupiętrowym budynkiem mieszkalnym bez ogrzewania za to sąsiadującym z zagrodą dla owiec, stało się z czasem ośrodkiem życia i siedzibą rodu von Holzing-Berstett, a dla Marie Luise Kaschnitz jednym z bodaj najważniejszych miejsc jej biografii. W okresie po przeprowadzce do Bollschweilu podjęła pierwsze próby poetyckie, zbyt jednak onieśmielona twórczymi dokonaniami na tym polu starszej siostry Lonji, by je ujawnić szerszemu gronu. Inspiracją obu sióstr było życie w wiejskiej posiadłości – nabierającym poloru barokowym dworku z jego zdziczałym ogrodem i otaczającymi je łąkami, polami i lasami.
Po roku spędzonym w Bollschweilu rozpoczęła w 1918 naukę w najwyższej klasie szkoły średniej z pensjonatem, Viktoria-Pensionat, w Karlsruhe, ale mieszkała przez ten rok w miejskiej posiadłości dziadków von Seldeneck (właścicieli browaru Mühlburger) przy Hardtstrasse. Przybycie z przegranej wojny do Bollschweilu ich ojca, generała majora barona Maxa von Holzing-Berstetta, znękanego i we własnych słowach córki Marie Luise posępnego (finster), nadało nieco melancholijny ton późniejszemu okresowi spędzonemu przez nią ponownie w Bollschweilu; emocjonalne relacje między córkami a ojcem pozostały nieodmiennie serdeczne. W 1922 Marie Luise udała się do Weimaru, by rozpocząć naukę zawodu w branży księgarskiej (Buchhandlerin) w renomowanej weimarskiej księgarni Thelemannsche Buchhandlung przy Schillerstraße 15 (zamkniętej w 2014), by po półtora roku kontynuować naukę w Monachium, w domu wydawniczym O. C. Recht Verlag (obecnie nieistniejącym) przy Leopoldstrasse. W tym wydawnictwie zawarła znajomość z wiedeńskim archeologiem klasycznym Guido baronem Kaschnitzem von Weinberg, którego spotkała ponownie w Rzymie, gdzie pracowała w antykwariacie Cesare Olschki, a on jako naukowiec w Niemieckim Instytucie Archeologicznym (Deutsches Archäologisches Institut). Odnowioną znajomość podsycały nie tylko podobne zainteresowania i gusty literackie, muzyczne i artystyczne, ale także zbieżne, skłaniające się ku demokratycznemu socjalizmowi, zapatrywania polityczne.

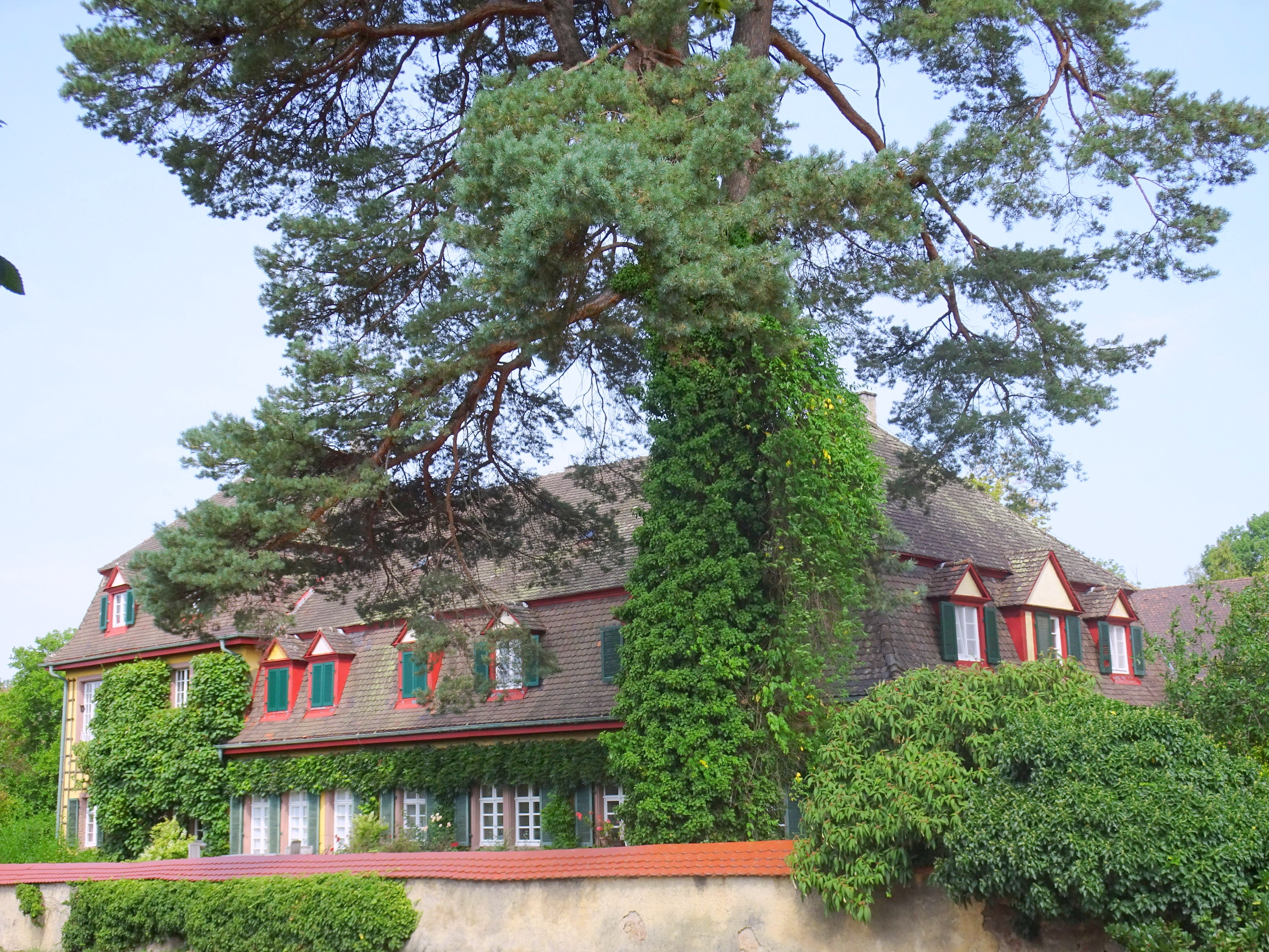
Dworek rodu Holzing-Bersttet, dom rodzinny pisarki Marie Luise Kaschnitz, Bollschweil

### Lata dojrzałe
29 grudnia 1925, w ratuszu w Bollschweilu, Marie Luise zawarła z Guido związek małżeński, poświęcony następnego dnia w kościele św. Hilarego, przyjmując nazwisko Kaschnitz von Weinberg. Po krótkim pobycie z rodziną w Bollschweilu para młoda powróciła do Rzymu, gdzie zamieszkali w niewielkim służbowym mieszkaniu w siedzibie Instytutu przy Via Sardegna 79. Podczas pierwszych sześciu lat małżeństwa spędzonego w Rzymie pod ośmiu różnymi adresami, a ostatecznie w Palazzo Taverna niedaleko od mostu św. Anioła, Marie Luise Kaschnitz regularnie przyjeżdżała na kilkutygodniowe pobyty do Bollschweilu. Tam też oczekiwała w grudniu 1928 przyjścia na świat ich córki, Iris Constanzy, urodzonej w klinice położniczej we Fryburgu Bryzgowijskim. Końcowe lata 1920. zaowocowały również pierwszymi esejami i opowiadaniami, wydanymi w 1930 w antologii Vorstoss. Prosa der Ungedruckten: Eine Sammlung unveröffentlicher Prosa unbekannter deutscher Dichter.
Związek z niezwykle aktywnym zawodowo i uznanym archeologiem i historykiem sztuki określił nie tylko domenę życia towarzyskiego Marie Luise Kaschnitz, ale i umieścił sztukę i twórczość w centrum jej życia. Nieustającą inspiracją w latach od 1925 do 1932 okazało się dla pisarki nie tylko sam pobyt w Rzymie, ale i liczne podróże małżonków w rejonie śródziemnomorskim, głównie wokół basenu Morza Egejskiego, gdzie Guido von Kaschnitz zbierał materiały do swych prac naukowych. Mimo że Marie Luise stale podążała tropem męża i to do niego dopasowywany był ich tryb i styl życia, zachowała niezależność niezbędną do własnej pracy twórczej, co zresztą było jak najbardziej po myśli jej męża, ponieważ – według jej własnych słów – „żona, która siedzi na kanapie i czeka na męża, doprowadziłaby go do szału”.
Przez krótki okres w 1932, podczas którego Guido Kaschnitz uzyskał habilitację w dziedzinie klasycznej rzeźby greckiej na Uniwersytecie Albrechta i Ludwika we Fryburgu, Marie Luise i Guido Kaschnitz von Weinberg mieszkali w dworku w Bollschweil, mimo że teść sympatyzujący w tym okresie z nowym politycznym prądem i zięć o poglądach zdecydowanie liberalno-socjalistycznych popadali w światopoglądowy konflikt. Różnice poglądowe poróżniły Guido Kaschnitza też z kolegą uniwersyteckim Martinem Heideggerem (członkiem NSDAP i od 1933 rektorem fryburskiego uniwersytetu) tak bardzo, że z ulgą powitano nominację Guido na profesora zwyczajnego na uniwersytecie w Królewcu i zaproszenie do jej objęcia w zimowym semestrze 1932-33 r. Uzyskanie kolejnych stanowisk akademickich w Marburgu w 1937 i we Frankfurcie nad Menem w 1941 oznaczało kolejne przeprowadzki. Pod frankfurckim adresem przy Wiesenau 8, w dzielnicy Westend, mieszkano najdłużej, tak że stał się ich adresem domowym. Stamtąd podejmowano liczne podróże, tam powstawały ich dzieła i wychowywała się ich córka. Po śmierci męża w 1958 Marie Luise zachowała to mieszkanie do końca swoich dni.
Choć jej pierwsze powieści, Liebe beginnt (1933) i Elissa (1937), słuchowiska m.in. Jasons letzte Nacht (1936) oraz wiersze powstały w latach 30., a w 1944 ukazały się napisane sześć lat wcześniej Griechische Mythen, to dopiero od końca II wojny światowej jej utwory zaczęły nieprzerwanie ukazywać się w druku. Impulsem do pierwszej publikacji był konkurs literacki ogłoszony wiosną 1930 przez berlińskie wydawnictwo artystyczne Bruno Cassirera (Paul Cassirer Verlag) na utwory, których autorami mogli być wyłącznie debiutanci. Próbki pióra Marie Luise okazały się tak dobre, że zaproszono ją do szerszej współpracy, m.in. sugerując napisanie powieści. Liebe beginnt jest analizą emocjonalnych relacji w związku między mężczyzną a kobietą wystawionego na próbę poprzez walkę kobiety o samodzielność. Podobnie Elissa, osadzona w mitologicznych realiach śródziemnomorskich, poświęcona jest odmalowaniu kobiecej wizji szczęśliwej więzi z mężczyzną i roli kobiety. Z większym zapałem jednak niż dłuższe formy jak powieści tworzyła Marie Luise wiersze i opowiadania, a nowym uznaniem jej talentu było wygranie w 1935 konkursu poetyckiego ogłoszonego przez renomowane czasopismo dla kobiet poświęcone kulturze „Die Dame”, a nagrodzony wiersz Wellen wszedł później do kilku antologii. W międzyczasie uznawana coraz szerzej pisarka stanowczo odmawiała przystąpienia do narodowosocjalistycznych stowarzyszeń artystów i twórców, i aby uciec od natrętnej polityki, poświęciła się nowemu spisaniu klasycznych greckich mitów. Griechische Mythen wydało w 1943 hamburskie wydawnictwo Claassen & Goverts (obecnie należące do wydawnictwa Ullstein). Inną ucieczką w świat sztuki było napisanie w 1942 biografii francuskiego malarza Gustave’a Courbet, którego obrazy podziwiała w Paryżu wiosną 1939. Tekst powieści Gustav Courbet. Roman eines Malerlebens przechowywała jednak pisarka w szufladzie aż do 1949, kiedy to biografię malarza opublikowało wydawnictwo W. Klein w Baden-Baden. Wydanie powieści wznowiono w 1967, nakładem literackiego wydawnictwa Insel, pod tytułem Die Wahrheit, nicht der Traum. Das Leben des Malers Courbet.
Każdy pobyt w domu rodzinnym w Bollschweilu przynosił nowe nieszczęśliwe doświadczenia. Owdowiała w 1936 matka pisarki nie radziła sobie z prowadzeniem popadającej w zaniedbanie posiadłości. Po jej śmierci w grudniu 1941 także jej syn i nowy właściciel dworku, Max Arthur (Peter) von Holzing, nie mógł się nim zająć, ponieważ walczył na froncie. Kiedy pod koniec 1943 lotnicze naloty sił alianckich na Frankfurt przybrały na sile, Marie Luise i Guido von Kaschnitz przenieśli się z córką do Kronbergu w górach Taunus. Jak o tym świadczą jej listy do siostry Lonyi, obawy o los rodzinnego dworku, do którego w międzyczasie zakwaterowali się żołnierze Wehrmachtu, graniczyły z koszmarnym strachem. Zajęcie w marcu 1945 Kronbergu przez żołnierzy amerykańskich zmusiło rodzinę Kaschnitzów do jego opuszczenia, ale i ich mieszkanie we Frankfurcie zostało już zarekwirowane na kwatery dla uchodźców. Tak więc pisarka przybyła z córką latem 1945 do posiadłości w Bollschweilu, podniszczonej i zaniedbanej po wyprowadzeniu się kwaterujących tam w ostatnich latach żołnierzy, gdzie jej dawny pokój i gabinet przetrwał jednak jakby cudem nienaruszony. Wkrótce przyszło im dzielić dom z dokwaterowanymi przymusowo uchodźcami. Jesienią 1946, po powrocie do domu Maxa Arthura, rodzina Kaschnitzów wróciła do dawnego mieszkania we Frankfurcie. Założone przez przyjaciela pisarki Dolfa Sternbergera czasopismo „Die Wandlung” zamówiło u niej serię tekstów komentujących drogi duchowej odnowy Niemiec, na którą to współpracę pisarka przystała po krótkim wahaniu – nie tylko jako autorka, ale i jako członek redakcji. Zbiór dwunastu esejów pod tytułem Menschen und Dinge 1945 ukazał się w 1946, a wkrótce potem cykle poetyckie Rückkehr nach Frankfurt – literacka reakcja poetki na widok zniszczonego wojną Frankfurtu – oraz Gedichte zur Zeit, Große Wanderschaft, Beschwörung, Totentanz, które są świadectwem tego, jak przeżycia podczas wojny zmieniły jej perspektywę widzenia świata: „Świat mitów ustąpił miejsca namacalnej rzeczywistości zniszczeń i biedy, centralną pozycję w jej pisarstwie zajęła nieupiększona teraźniejszość”. Z czasem przylgnęło do jej nazwiska określenie „poetki ruin” (Trümmerdichterin) nawiązujące do elementu niemieckiej powojennej rzeczywistości – Trümmerfrauen, kobiet pracujących przy odgruzowywaniu miast. Choć sama poetka nie lubiła być tak określana, jej wiersze wpisywały się w poetykę tamtego pokolenia niemieckojęzycznych twórców, do którego należeli m.in. Paul Celan, Stefan Andres, Golo Mann, Geno Hartlaub, Erich Fried, a którzy przede wszystkim chcieli mówić prawdę o otaczającej ich rzeczywistości.
Kolejne dekady życia Marie Luise Kaschnitz poświęcone zostały twórczości pisarskiej, którą pisarka uznała za niezbywalną część swojego życia, szczególnie po śmierci męża, we wrześniu 1958, podobnie jak i coraz dłuższe pobyty w posiadłości rodzinnej w Bollschweilu. Brat, Peter, wróciwszy z niewoli oddał się bez reszty prowadzeniu gospodarki w rodzinnej posiadłości, od budowy szklarni, przez hodowlę kur i handel drewnem, po polowania w okolicznych lasach. Także siostra pisarki Lonya, doświadczona boleśnie rozbitym małżeństwem i niedostatkiem, zamieszkała od 1948 w Bollschweilu (do 1951 w rodzinnym dworku) na stałe. Natomiast Marie Luise Kaschnitz przystąpiła aktywnie nie tylko do pracy pisarskiej, ale i angażowała się w formalne kształtowanie powojennego życia artystycznego Niemiec. Należała od listopada 1949 do powojennego Niemieckiego Centrum PEN (PEN-Zentrum Deutschland, utworzonego w Göttingen w listopadzie 1948), i od początku jej istnienia do Niemieckiej Akademii Języka i Poezji (Deutsche Akademie für Sprache und Dichtung, powołanej do życia we Frankfurcie w sierpniu 1949). Jeździła, także za granicę, z wykładami i na spotkania autorskie, nie ustając w tworzeniu nowych utworów, głównie krótkich opowiadań i szkiców prozatorskich, i prowadzeniu osobistego dziennika (Tagebuch). W 1950, po raz pierwszy od wielu lat, rodzeństwo Holzing-Bersttet – Karola (Mady), Peter, Marie Luise i Lonya – spędzili wspólnie Boże Narodzenie w Bollschweilu. W kwietniu 1952 rozgłośnia radiowa RIAS w Berlinie Zachodnim nadała jej drugie słuchowisko – Jasons letzte Nacht; pierwszym był napisany w 1946 Totentanz. Kiedy w 1953 otwarto ponownie Niemiecki Instytut Archeologiczny w Rzymie, a jego pierwszym dyrektorem mianowano Guido Kaschnitza (który zresztą walnie przyczynił się do przywrócenia Instytutu Niemcom Zachodnim), małżonkowie Kaschnitz przeprowadzili się na trzy lata do Rzymu, gdzie mieszkała już ich córka Iris. Pomimo rozlicznych zobowiązań towarzyskich i formalnych obowiązków jako żona profesora Kaschnitza von Weinberg i dyrektora DAI, pisarka znajdowała czas na własną działalność pisarską, która zaowocowała zbiorami opowiadań Engelsbrücke (opartymi na zapiskach w dzienniku) i Das dicke Kind oraz cyklem poetyckim Ewige Stadt. Rzymskie inspiracje przeplatają się w nich ze wspomnieniami i obrazami z dzieciństwa. Podczas pobytu Marie Luise Kaschnitz w Rzymie, jednego z najszczęśliwszych okresów jej życia, powstało także jeszcze sześć słuchowisk oraz liczne wiersze i opowiadania. Wyjątkowo intensywnym aspektem okresu rzymskiego były liczne przyjaźnie z wybitnymi twórcami i intelektualistami odwiedzającymi Rzym, m.in. Ingeborg Bachmann, Hermann Kesten, Eckert Peterich, Axel Boethius, Ludwig Curtius. W uznaniu wielostronnej twórczości pisarki przyznano jej jesienią 1955 najbardziej prestiżowową nagrodę literacką w Niemczech – Nagrodę im. Georga Büchnera. Jesienią 1956 ukazał się zbiór szkiców i opowiadań Das Haus der Kindheit, który, jak przyznała w wywiadzie z Horstem Bienkem, w całości odwołuje się do jej własnych przeżyć. W lipcu 1956 oboje małżonkowie Kaschnitz udali się do Londynu na kongres międzynarodowego stowarzyszenia pisarzy PEN, gdzie zawarli wiele znajomości, które – jak ta z poetą Peterem Huchelem – przetrwały do końca życia pisarki. Po przejściu męża pisarki na emeryturę i otrzymaniu przez niego stypendium niemieckiego towarzystwa naukowego Deutsche Forschungsgemeinschaft, małżonkowie planowali rozłożoną w czasie podróż przez kraje śródziemnomorskie i Bliski Wschód, ale nagła choroba Guido Kaschnitza uniemożliwiła realizację tego zamierzenia. Coraz bardziej zniedołężniałego w wyniku postępującego raka mózgu męża Marie Luise Kaschnitz pielęgnowała w Wiedniu, w Bolschweilu i we Frankfurcie przez około dwa lata, aż do jego śmierci (1 września 1958). Guido Baron Kaschnitz von Weinberg został pochowany, zgodnie ze swoim życzeniem, w rodzinnym grobowcu rodu von Holzing-Berstett w Bollschweilu. Na najbliższy okres po jego odejściu pisarka wycofała się z życia publicznego.

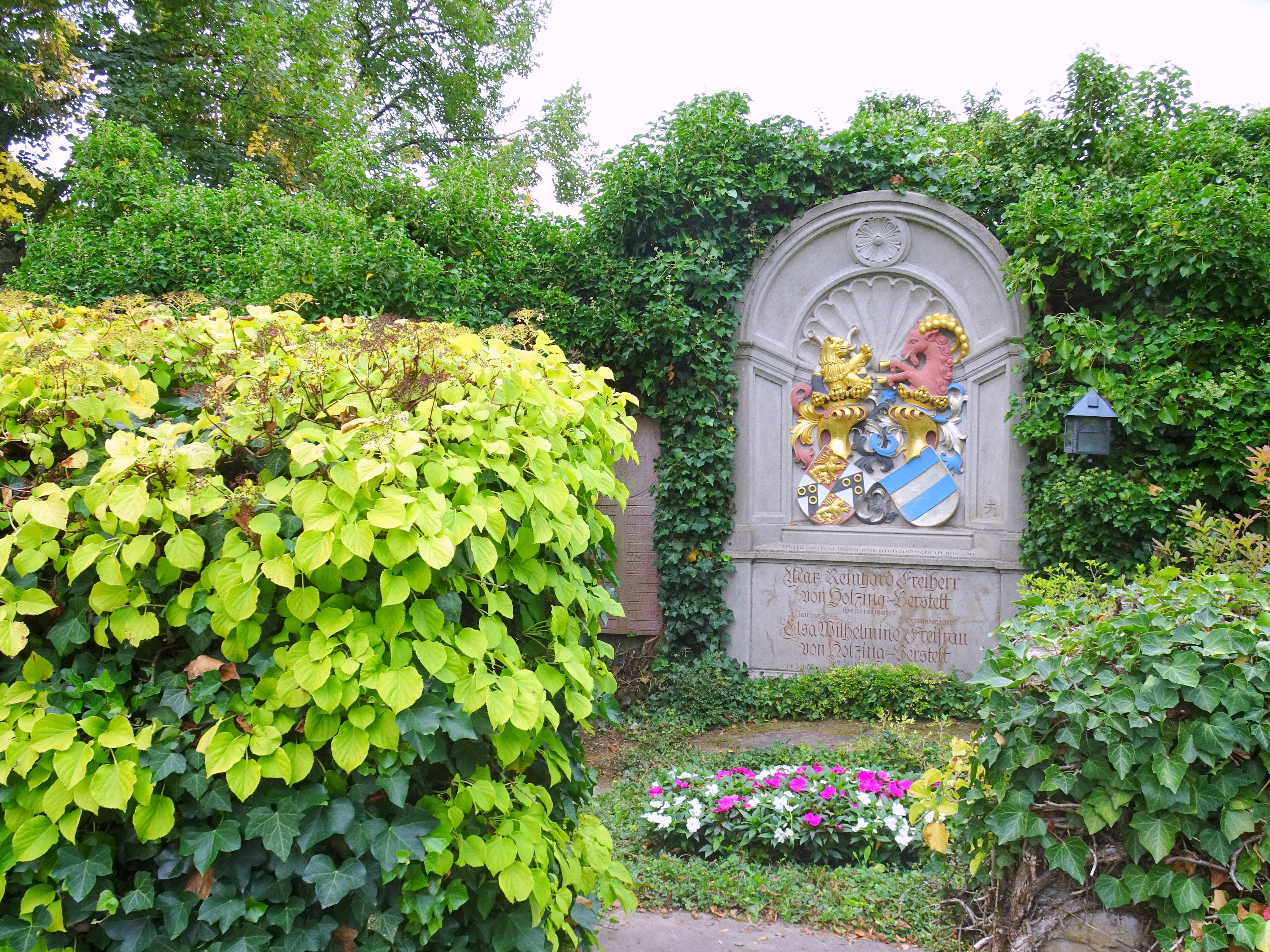
Grobowiec rodu Holzing-Bersttet na cmentarzu w Bollschweilu

### Ostatnie dekady
Utwory, które powstawały bezpośrednio po śmierci męża, były rozprawą z tą najgłębszą stratą, z jaką przyszło jej się zmierzyć. I tak, jak tom wierszy Dein Schweigen – meine Stimme w samym tytule zwraca się jeszcze ku zmarłemu („Twoje milczenie – mój głos”), tak kolejny zbiór autobiograficznych szkiców i notatek, Wohin denn ich?, pyta już o własny los („Dokąd więc ja?”). Utwór ten zgodnie uznano za najwybitniejszy w ówczesnej literaturze, według Hans-Georga Gadamera nawet na poziomie literatury światowej. Według Dagmar von Gersdorff, biografki Marie Luise Kaschnitz, dla samej pisarki była to „...ku własnemu wnętrzu zwrócona biografia, która za temat miała przebadanie własnej egzystencji i ponowne przybliżanie się do świata”. Pełna obaw Marie Luise Kaschnitz objęła jesienią 1960 stanowisko wykładowcy (Gastdozent) na Uniwersytecie Goethego we Frankfurcie, ale jej wykłady z zakresu poetyki, przyjęte z entuzjazmem, cieszyły się wielką popularnością. Jeszcze latem 1960 Marie Luise Kaschnitz weszła w skład Niemieckiego Komitetu ds. UNESCO (Deutsche UNESCO-Kommission). Na tak pozytywnym rozwoju jej życia zawodowego cieniem położyły się dwie rodzinne tragedie: w Londynie zmarła na raka jej siostra Karola, po drugim mężu O’Neill, a w Bollschweilu druga żona Petera – Dorothee (d.d. Thomson), osieracając troje małych dzieci.
Następne lata to powrót pisarki do pełnej aktywności publicznej. W 1961 odwiedziła ponownie Rzym, tym razem jako gość honorowy Niemieckiej Akademii Villa Massimo. Zbiór opowiadań Lange Schatten, który ukazał się w 1960, okazał się ogromnym sukcesem czytelniczym osiągając w ciągu pierwszych dwóch lat sześć wydań. Marie Luise Kaschnitz przyjmowała znowu zaproszenia na wieczory autorskie, podejmowała wyjazdy zagraniczne (wiosną 1962 na zaproszenie Ministerstwa Spraw Zagranicznych nawet do Brazylii), których celem były zasadniczo spotkania z czytelnikami i wydawcami, ale były i okazją do prywatnych kontaktów i osobistych doświadczeń. W latach 1963–1965 zasiadała w prezydium Niemieckiej Akademii Języka i Poezji, a w 1965 wybrana została na członka zwyczajnego Bawarskiej Akademii Sztuk Pięknych (Bayerische Akademie der Schönen Künste, założonej w Monachium w 1948). Chociaż na stałe mieszkała nadal we Frankfurcie, przebywała regularnie, także przez dłuższe okresy czasu, w prowadzonej z wielkim sukcesem przez brata posiadłości rodzinnej w Bollschweilu. Jej dawne dwa pokoje pozostawały stale do jej wyłącznej dyspozycji. Tam też powstało w latach 1965–1966 jedno z jej najpopularniejszych dzieł – Beschreibung eines Dorfes, czyli cykl 21 wyjątkowych w swojej formie tekstów, explicite opisujących, w jaki sposób autorka zamierza opisać „pewną wieś”, czyli jej rodzinne Bollschweil. Okoliczne miejsca – Ölberg, Möhlin, Unterdorf, Hexental itd. – wymienione są z nazwy, natomiast sam dworek jako „dom pod numerem 84", a jego właściciel (Peter von Holzing-Bersttet) jako „Herr Matern”. Jeszcze przed rozpoczęciem pracy nad tą książką rodzinę pisarki dotknęła kolejna strata – w sierpniu 1964 zmarła na raka mózgu Helene von Holzing-Bersttet (Lonya), siostra pisarki; została pochowana w rodzinnym grobowcu. W rok po publikacji Beschreibung eines Dorfes, w sierpniu 1967, rada gminna Bollschweilu przyznała Marie Luise Kaschnitz honorowe obywatelstwo miejscowości. Dwa lata później heska stacja telewizyjna pokazała film pod tym samym tytułem, nakręcony przez Horsta Bienka w oparciu o tę książkę i pokazujący jej autorkę – Nach einer Erzählung von Marie Luise Kaschnitz, mit Marie Luise Kaschnitz.
Od strony wydawniczej pisarka związała się z frankfurckim wydawnictwem Suhrkamp, które przejęło w 1963 artystyczne wydawnictwo Insel, a jego szef, Siegfried Unseld, był najwierniejszym rzecznikiem jej twórczości. Mieszkanie pisarki we Frankfurcie było miejscem spotkań takich znakomitości literatury jak Heinrich Böll, Johannes Bobrowski, Thomas Bernhard, Theodor Adorno, Paul Celan. Podobnie samo miasto, z jego międzynarodowymi targami książki, awangardowym życiem teatralnym i muzycznym, skłaniało Marie Luise Kaschnitz do wzmożonej aktywności i udziału w jego kulturalnej różnorodności. Jako bodaj najpopularniejsza ze współczesnych jej poetek jeździła nieustannie z wykładami i odczytami po całej Europie, przyjmowała rozliczne nagrody i wyróżnienia, odmówiła jednak z przyczyn ideologicznych przyjęcia Orderu Zasługi Republiki Federalnej Niemiec (Bundesverdienstkreuz). Marie Luise Kaschnitz, mimo często deklarowanej niechęci do wystąpień publicznych, nie stroniła pod koniec burzliwych lat 60. od otwartych deklaracji politycznych, np. popierając SPD z jej kandydaturą Willy’ego Brandta na kanclerza, czy opowiadając się po stronie protestujących studentów. Regularnie raz w roku odwiedzała również mieszkających w Rzymie przyjaciół i córkę Iris, która z kolei nie tylko przyjeżdżała na wspólne pobyty do Bollschweilu, ale i towarzyszyła matce w podróży autorskiej przez Stany Zjednoczone w 1970. Odczyty Marie Luise Kaschnitz na uniwersytetach Yale, Harvarda i w Princeton przyjmowane były entuzjastycznie, natomiast wrażenia pisarki zebrane na wschodzie Stanów Zjednoczonych i opisane w tomie Orte były raczej negatywne. To była też jej ostatnia wielka podróż.

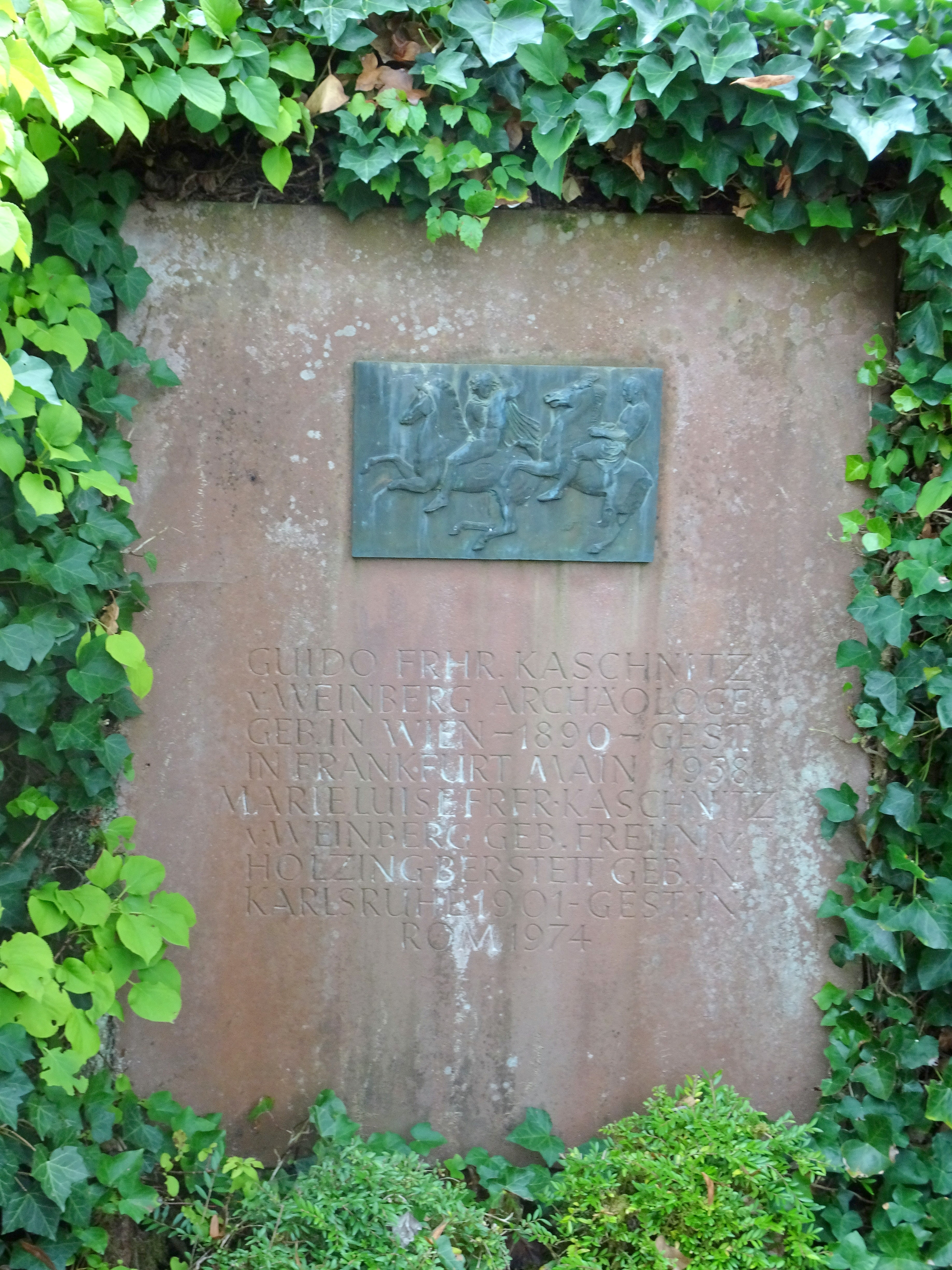
Płyta nagrobna małżeństwa Marie Luise i Guido Kaschnitz von Weinberg na cmentarzu w Bollschweilu

Szwankujące coraz dotkliwiej zdrowie nie osłabiało jednak jej mocy twórczych, acz powstałe w ostatnich latach życia utwory, szkice prozą Steht noch dahin, Orte oraz tomik wierszy Kein Zauberspruch, są refleksją zwróconą ku przeszłości, głównie ku miejscom i związanymi z nimi wspomnieniami. Pod względem formy „wkracza Marie Luise Kaschnitz w swoich skrótowych, ścieśnionych wierszach, które niezdobione i niezrymowane, bez symboli czy eufonii, zredukowane są do najważniejszego, [...] na radykalną drogę ku nowoczesnej poezji”. Ostatni okres życia pisarki, spędzony głównie w Bollschweilu, przyniósł nie tylko dowody oficjalnego uznania i liczne nagrody, zaangażowanie pisarki na arenie politycznej Niemiec, ale i w życie towarzyskie i rodzinne. Zacieśniła na przykład dawną przyjaźń z poetą Peterem Huchlem, który od 1971 mieszkał z żoną w pobliskim Staufen, jak i emocjonalne relacje z bratem Peterem. Wspólnie postanowili wybrać się pod koniec lata 1974 do Włoch. Podczas pobytu w Porto Ercole pisarka, która była świetną pływaczką, zdecydowała się na morską kąpiel, ale nie doceniła chłodnej wrześniowej pogody. Chorą siostrę zawiózł Peter von Holzing natychmiast do Rzymu, ale wywiązało się zapalenie płuc i pisarka zmarła 10 października. Marie Luise Kaschnitz została pochowana w rodzinnym grobowcu rodu von Holzing-Berstett na cmentarzu w Bollschweilu.

## Spuścizna literacka i jej oceny
Znaczna część zachowanych manuskryptów pisarki, w tym jej korespondencję, przekazano Niemieckiemu Archiwum Literatury w Marbach am Neckar (Deutsches Literaturarchiv Marbach).
Dagmar von Gersdorff: „Choć Marie Luise Kaschnitz zawdzięczała sławę zasadniczo swojej poezji, to jest ona przecież w równiej mierze ważna także jako autorka opowiadań. Wydała ich pięć tomów i niemal tak samo wiele opowiadań ukazało się w różnych czasopismach oraz zostało opublikowanych pośmiertnie.”
W tomie VI dzieł zebranych Marie Luise Kaschnitz – Gesammelte Werke in sieben Bänden – Sechster Band: Die Hörspiele. Die biographischen Studien – opublikowano 21 słuchowisk, niektóre z nich miały premierę długo po śmierci autorki, np. Einer von Tausenden w 1987.
Marcel Reich-Ranicki: „W centrum naszego oficjalnego życia literackiego nie stała Marie Luise Kaschnitz nigdy. Niemniej jednak poświęcano pisarce – co najmniej od czasu przyznania jej nagrody im. Büchnera – wiele uwagi, jej urodziny brano za okazję do publikacji licznych artykułów, jej książki były zawsze omawiane, a często i dogłębnie. Lecz tylko rzadko zawierały te recenzje analizę krytyczną jej dzieł. Przeważnie były to pełne szacunku, jeśli nie entuzjastyczne, wyrazy uznania. Tak więc chwalono Marie Luise Kaschnitz i sławiono, ale nie brano tak do końca poważnie. Dokładniej mówiąc – szczerze ją doceniano, ale i traktowano z łagodnością. Być może można to tym tłumaczyć, że najpiękniejsze i najważniejsze utwory stworzyła dopiero pod koniec życia. [...] To wielka szkoda, że w dzisiejszych czasach dzieła tej autorki nie są tak cenione, jak na to zasługują.”
Johanna Christine Reinhardt: „Współczesność własnej epoce pojmowana nie jako przypadkowe współistnienie wydarzeń, ale jako zadanie – świadomie rozpoznane i podjęte – to znak twórczość Marie Luise Kaschnitz”.

## Dzieła według pierwszego wydania lub premiery
- Liebe beginnt (powieść) Berlin: Bruno Cassirer Verlagshaus, 1933
- Elissa (powieść) Berlin: Universitas, 1937
- Griechische Mythen (proza) Hamburg: Claassen & Goverts, 1944
- Menschen und Dinge 1945. Zwölf Essays (eseje) Heidelberg: Verlag Lambert Schneider, 1946
- Totentanz (słuchowisko) Baden-Baden: Südwestfunk 1946
- Gedichte (wiersze) Hamburg: Claassen & Goverts, 1947
- Totentanz und Gedichte zur Zeit (tekst słuchowiska oraz wiersze, w tym Rückkehr nach Frankfurt) Hamburg: Claassen & Goverts, 1948
- Gustav Courbet. Roman eines Malerlebens (biografia) Baden-Baden: W. Klein Verlag,1949
- Zukunftsmusik (wiersze) Hamburg: Claassen Verlag, 1950
- Ewige Stadt (wiersze) Krefeld: Scherpe-Verlag, 1951
- Jasons letzte Nacht (słuchowisko) Berlin: RIAS, 1952
- Das dicke Kind und andere Erzählungen (opowiadania, w tym Adam und Eva) Krefeld: Scherpe-Verlag, 1952
- Was sind denn sieben Jahre? (słuchowisko) Berlin: RIAS, 1953
- Engelsbrücke. Römische Betrachtungen (autobiograficzne eseje) Hamburg: Claassen Verlag, 1955
- Das Haus der Kindheit (opowiadanie) Hamburg: Claassen Verlag, 1956
- Der Zöllner Matthäus (słuchowisko) Frankfurt am Main: Hessischer Rundfunk, 1956
- Neue Gedichte (wiersze, w tym Hiroshima, Tutzinger Gedichtkreis) Hamburg: Claassen Verlag, 1957
- Lange Schatten. Erzählungen (opowiadania) Hamburg: Claassen Verlag, 1960
- Umgebung von Rom (proza) München: Knorr & Hirth, 1960
- Ein Gartenfest (tekst słuchowiska) Hamburg: Hans-Bredow-Institut,1961
- Dein Schweigen–meine Stimme, Gedichte 1958–1961 (wiersze, w tym Einer von zweien) Hamburg: Claassen Verlag, 1962
- Hörspiele (teksty słuchowisk) Hamburg: Claassen, 1962
- Wohin denn ich? Aufzeichnungen (autobiograficzne zapiski) Hamburg: Claassen Verlag, 1963
- Ich lebte (wiersze) Offenbach am Main: Kumm, 1963
- Der Deserteur. Erzählungen und Gedichte (opowiadania i wiersze) Lübeck und Hamburg: Matthiesen Verlag, 1964
- Überallnie. Ausgewählte Gedichte 1958-1961 (wybór wcześniejszych wierszy) Hamburg: Claassen Verlag, 1965
- Ein Wort weiter (wiersze) Hamburg: Claassen Verlag, 1965
- Das Tagebuch des Schriftstellers (zapiski) Mainz: Verlag der Akademie der Wissenschaften und der Literatur, 1965
- Ferngespräche. Erzählungen (opowiadania) Frankfurt am Main: Insel Verlag, 1966
- Beschreibung eines Dorfes (proza) Frankfurt am Main: Suhrkamp, 1966
- Tage, Tage, Jahre. Aufzeichnungen (zapiski) Frankfurt am Main: Insel Verlag, 1968
- Die fremde Stimme (teksty słuchowisk) München: dtv, 1969
- Vogel Rock. Unheimliche Geschichten (opowiadania) Frankfurt am Main: Suhrkamp,1969
- Steht noch dahin. Neue Prosa (eseje) Frankfurt am Main: Insel Verlag, 1970
- Aufbruch wohin (wiersze) Karlsruhe: C.F. Müller, 1970
- Zwischen Immer und Nie. Gestalten und Themen der Dichtung (eseje) Frankfurt nad Menem: Insel Verlag, 1971
- Gespräche im All. Hörspiele (teksty pięciu słuchowisk) Frankfurt am Main und Hamburg: Fischer Bücherei, 1971
- Nicht nur von hier und von heute. Ausgewählte Prosa und Lyrik (wybór tekstów prozą i wierszy) Hamburg und Düsseldorf: Claassen Verlag, 1971
- Kein Zauberspruch. Gedichte (wiersze) Frankfurt am Main: Insel Verlag, 1972
- Das dicke Kind (opowiadanie) Düsseldorf: Verlag Eremiten Presse, 1972
- Eisbären. Ausgewählte Erzählungen (opowiadania) Frankfurt am Main: Insel Verlag, 1972
- Orte. Aufzeichnungen (autobiograficzne zapiski) Frankfurt am Main: Insel Verlag, 1973
- Gesang vom Menschenleben (wiersze) Düsseldorf: Verlag Eremiten Presse, 1974
- Ein Lesebuch. 1964-1974 (zapiski) Frankfurt am Main: Insel Verlag, 1975
- Der alte Garten. Ein Märchen (bajka) Düsseldorf: Claassen Verlag, 1975
- Florens. Eichendorffs Jugend (esej) Düsseldorf: Classen Verlag, 1984
- Gesammelte Werke in sieben Bänden (dzieła zebrane w 7 tomach, także pierwodruki) Frankfurt am Main: Suhrkamp, 1981-89

## Utwory tłumaczone na j. polski
- Most św. Anioła, przeł. Edyta Gałuszkowa-Sicińska; wyboru opowiadań z tomów Engelsbrücke (1955) oraz Wohim denn ich (1963) dokonał Henryk Bereza; Warszawa: Czytelnik, 1974
- Pewnego dnia pewien mężczyzna, przeł. Julia Juryś, Danuta Sochacka-Csató; wybór opowiadań; Warszawa: Czytelnik (seria „Nike”), 1970
- Courbet – nie ułuda, lecz prawda, przeł. Zofia Skulimowska; biografia malarza Gustava Courbet; ISBN 83-06-00456-6; Warszawa: PIW, 1981
- Miejsca, przeł. Edyta Gałuszkowa-Sicińska; poetyckie miniatury prozatorskie z akcentami autobiogr., eseje; Warszawa: Czytelnik (seria „Nike”), 1978
- Georg Trakl; Wiersze, przeł. Andrzej Kopacki; opowiadania publikowane w „Literaturze na świecie” 2-3/2001[36]
- Pory roku w Breisgau; Genazzano; Opadł pył; Port; Ptaki; Zobaczyć Neapol i umrzeć; przeł. Andrzej Kopacki; opowiadania publikowane w „Literaturze na świecie”.

## Nagrody i wyróżnienia
- 1930: wyróżnienie jako najlepsze opowiadań, Spätes Urteil und Dämmerung, (spośród prawie 2000 manuskryptów) w konkursie wydawnictw Cassierer na teksty nieznanych autorów
- 1935: pierwsza nagroda (wśród 3100 konkurentów) w konkursie poetyckim czasopisma „Die Dame” przyznana za wiersz Die Wellen
- 1954: druga nagroda w konkursie słuchowiskowym (Hörspielpreis der Kriegsblinden[37]), najwyżej cenionym przez niemieckich autorów słuchowisk, przyznawana przez stowarzyszenie niemieckich ociemniałych inwalidów wojennych (Bund der Kriegsblinden Deutschlands)
- 1955: nagroda im. Georga Büchnera (Georg-Büchner-Preis) – najważniejsza niemiecka nagroda literacka, przyznawana przez Niemiecką Akademię Języka i Poezji
- 1957: nagroda im. Immermanna (Immermann-Preis der Stadt Düsseldorf[38]) – nagroda literacka fundowana przez miasto Düsseldorf
- 1964: nagroda im. Georga Mackensena (Georg-Mackensen-Literaturpreis[39]) za najlepsze niemieckojęzyczne opowiadanie[40] – przyznana za opowiadanie Ja, mein Engel
- 1966: plakieta im. Goethego (Goethe-Plakette der Stadt Frankfurt[41]) – przyznawana wybitnym twórcom, naukowcom i postaciom życia kulturalnego przez miasto Frankfurt nad Menem
- 1967: order Pour le Mérite w dziedzinie nauki i sztuki (Orden Pour le Mérite für Wissenschaften und Künste[42]) – prestiżowe wyróżnienie, którego kapitule przewodzi komisarz rządu federalnego ds. kultury i mediów
- 1968: tytuł doktora honoris causa Wydziału Filozoficznego Uniwersytetu Johanna Wolfganga Goethego we Frankfurcie nad Menem
- 1970: nagroda im. Johanna-Petera-Hebla (Hebel-Preis des Landes Baden-Württemberg[43]) – przyznawana przez Ministerstwo Nauki, Badań i Sztuki Badenii-Wirtembergii za dokonania literackie i publicystyczne
- 1973: nagroda Hrotsvithy (Roswitha-Preis) – przyznawana wyłącznie kobietom pisarkom żyjącym i tworzącym w Europie, upamiętniająca niemiecką poetkę religijną i mniszkę Hrotsvithę[44]; Marie Luise Kaschnitz była pierwszą laureatką tej nagrody.

## Nagroda literacka im. Marie Luise Kaschnitz (Marie-Luise-Kaschnitz-Preis[45])
Nagroda imienia Marie Luise Kaschnitz (7500 € w 2015) przyznawana jest od 1984 co dwa lata przeważnie niemieckojęzycznym autorom w uznaniu ich dorobku twórczego lub jako zachęta dla młodych twórców w dziedzinie liryki, eseistyki lub prozy. Fundatorem nagrody jest Evangelische Akademie Tutzing – ośrodek edukacyjno-konferencyjny w Tutzingu prowadzony przez bawarski Kościół Ewangelicko-Luterański.

## Miejsca upamiętniające
W Karlsruhe nazwisko Marie Luise Kaschnitz nosi niewielka uliczka w pobliżu centrum miasta – Marie-Luise-Kaschnitz-Straße. Także szkole przy szpitalu dziecięcym w Karlsruhe dano nazwę Marie-Luise-Kaschnitz-Schule.
We Frankfurcie nad Menem jest ulica jej imienia, a na domu przy ulicy Wiesenau 8, gdzie pisarka mieszkała przez 33 lata, umieszczono pamiątkową tablicę z brązu.
W Bollschweilu w budynku ratusza otwarto 10 października 2014, w czterdziestą rocznicę śmierci pisarki, poświęconą jej izbę pamięci, tzw. Kaschnitz-Zimmer. Na cmentarzu, przy głównej alei i na tyłach rodzinnego grobowca, wystawiono pomnik dedykowany jej pamięci – wykuty w kamieniu cytat „Wohl denen, die gelebt / Ehe sie starben” z jej wiersza Vater Feuerwerker. Ponadto w miejscach, które pisarka opisała w Beschreibung eines Dorfes, np. na ścianie dawnego ratusza, na murze okalającym dolny ogród przy dworku, na budynku dawnego zajazdu Zum Schwanen, umieszczono tabliczki ze stosownymi cytatami. Także szkoła podstawowa w Bollschweilu nosi imię Marie Luise Kaschnitz.

Ponadto i w innych miastach Niemiec są ulice nazwane jej imieniem (np. we Freiburgu Bryzgowijskim, w Monachium, Ludwigsburgu, Böblingen, Hanau) oraz szkoły, jak np. Marie-Luise-Kaschnitz-Gymnasium w Völklingen.

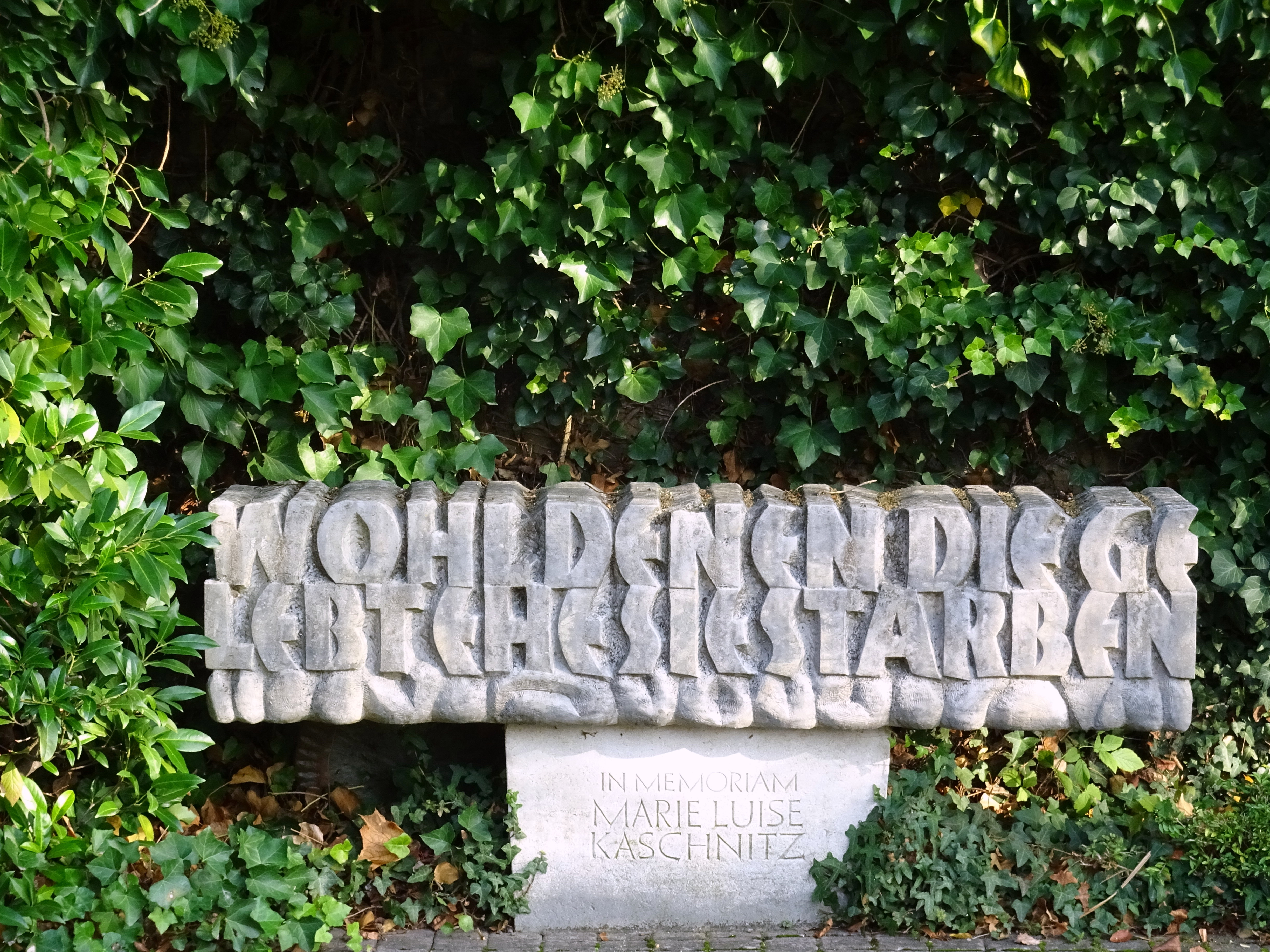
Pomnik na cmentarzu w Bollschweilu upamiętniający Marie Luise Kaschnitz
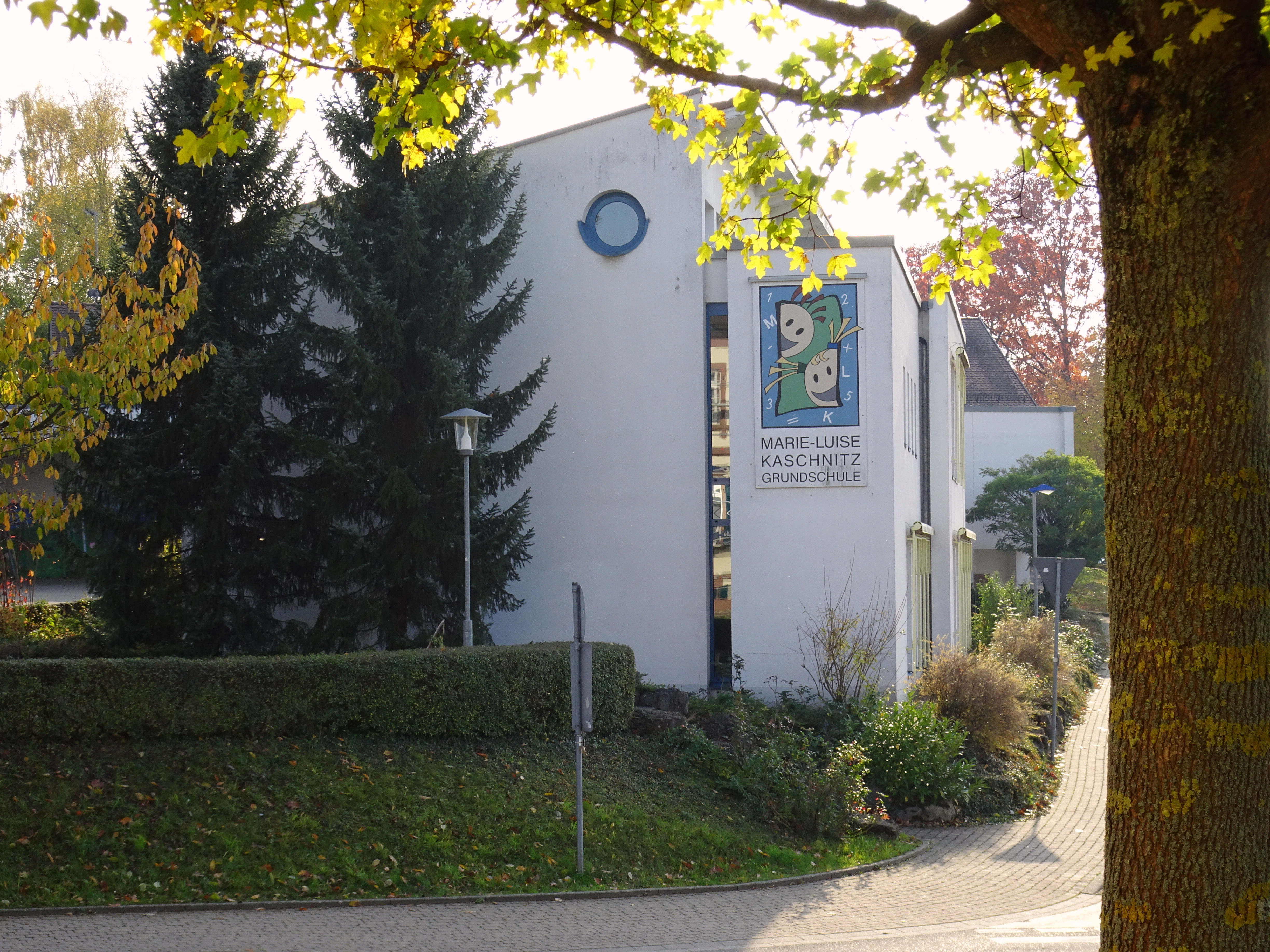
Szkoła podstawowa im. Marie Luise Kaschnitz w Bollschweilu
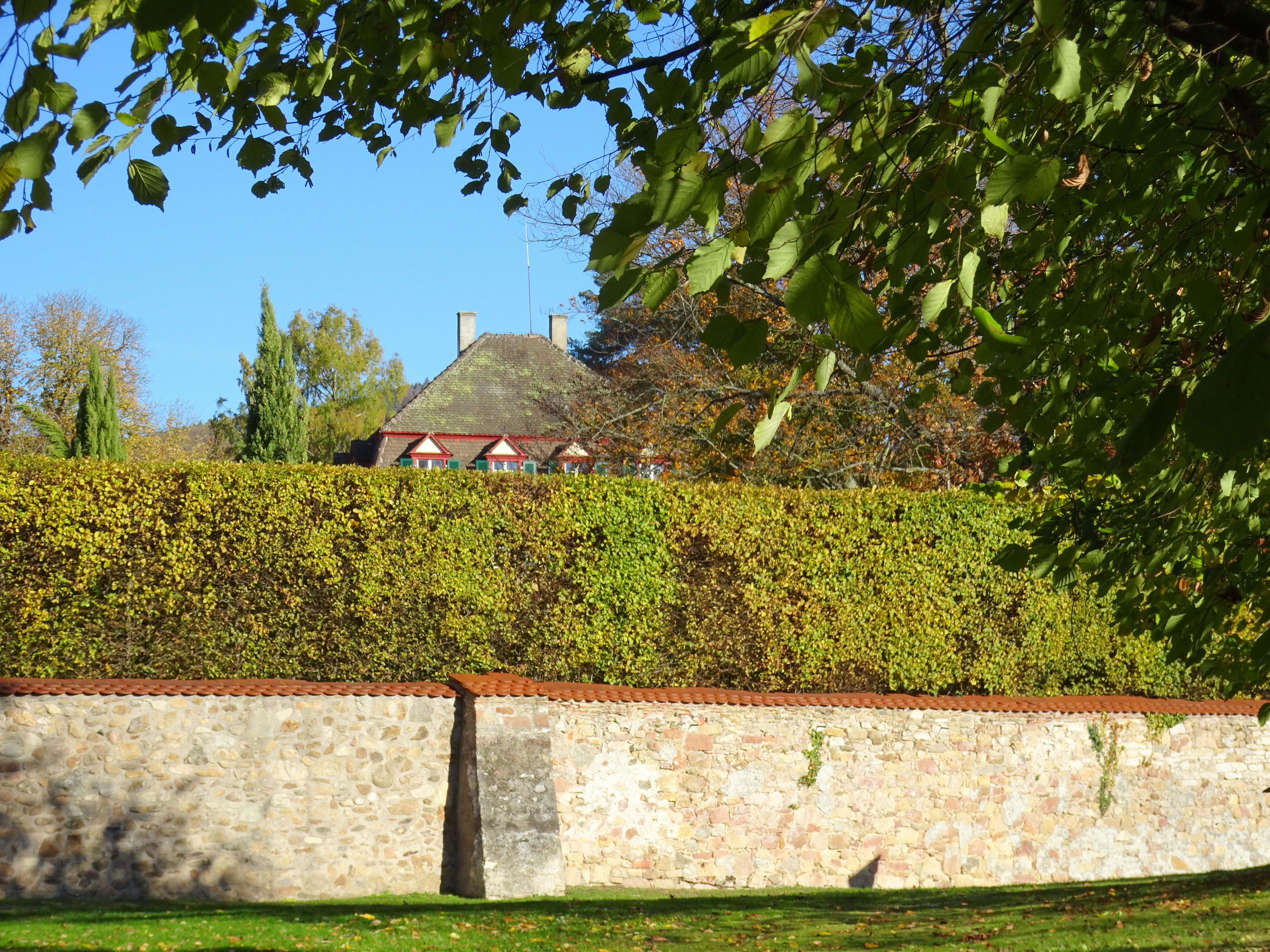
Dworek Bollschweil od strony otoczonego murem ogrodu
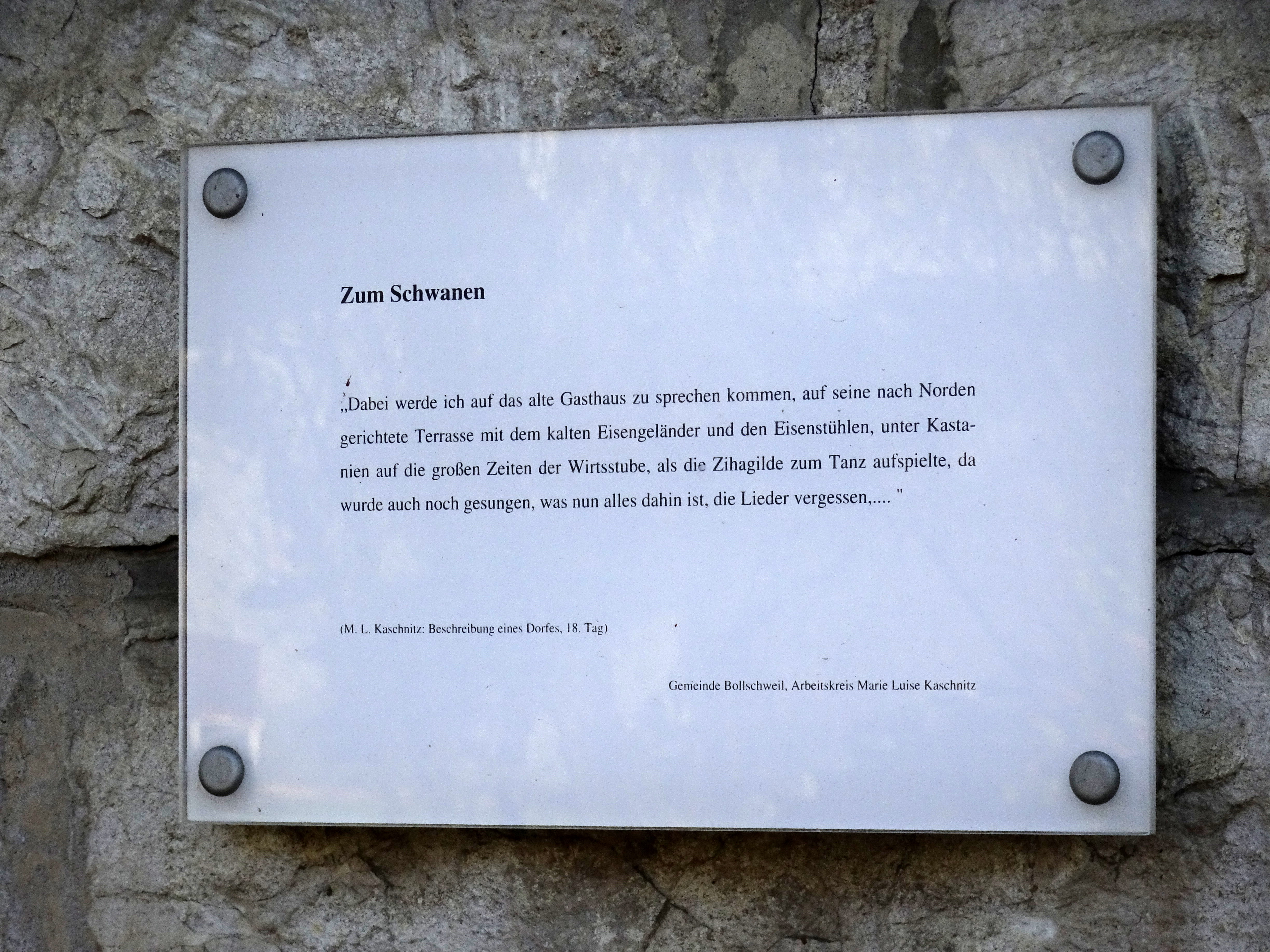
Tablica z cytatem z utworu „Beschreibung eines Dorfes” na budynku dawnej gospody Zum Schwanen
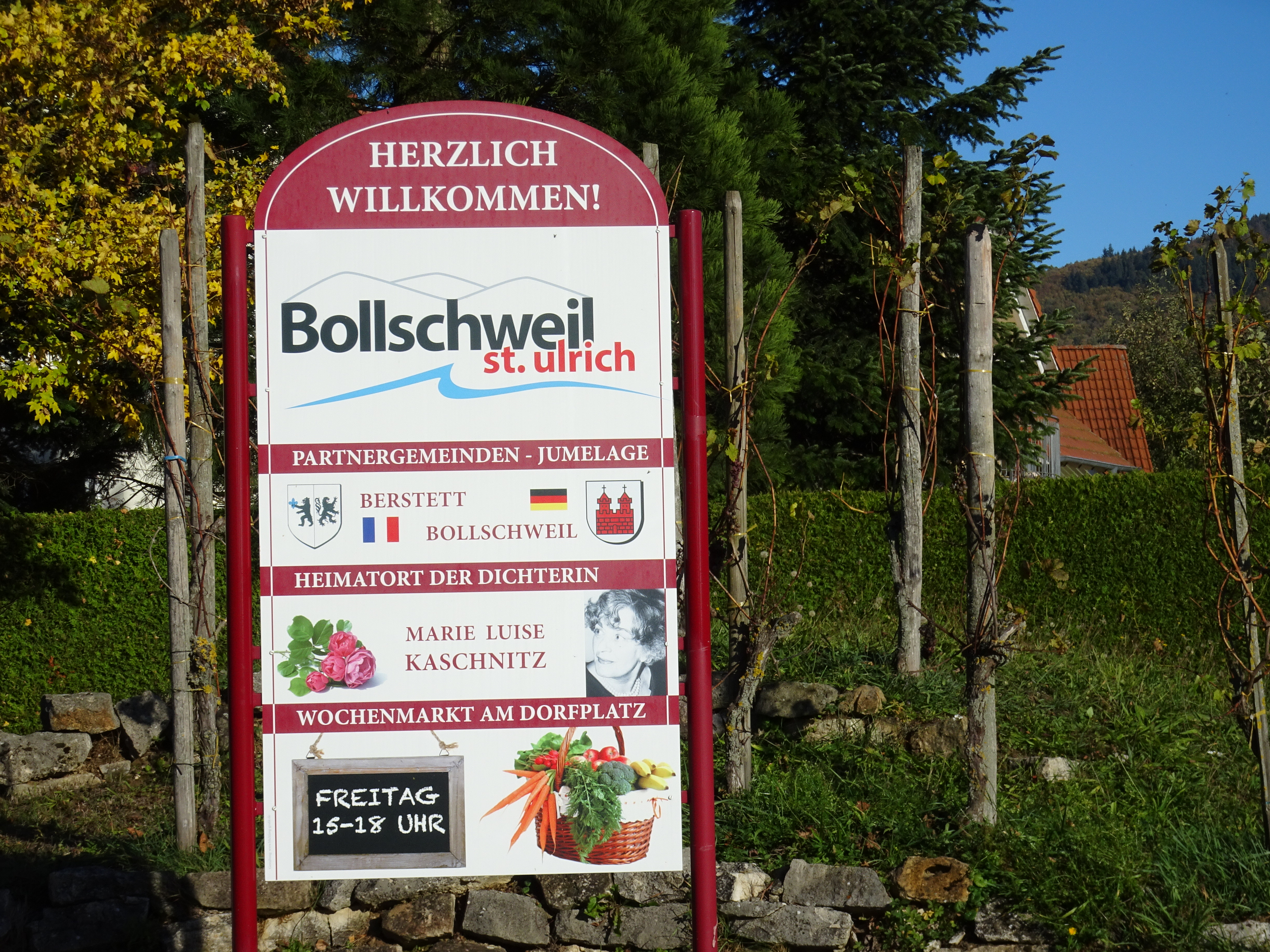
Tablica przy wjeździe do Bollschweilu
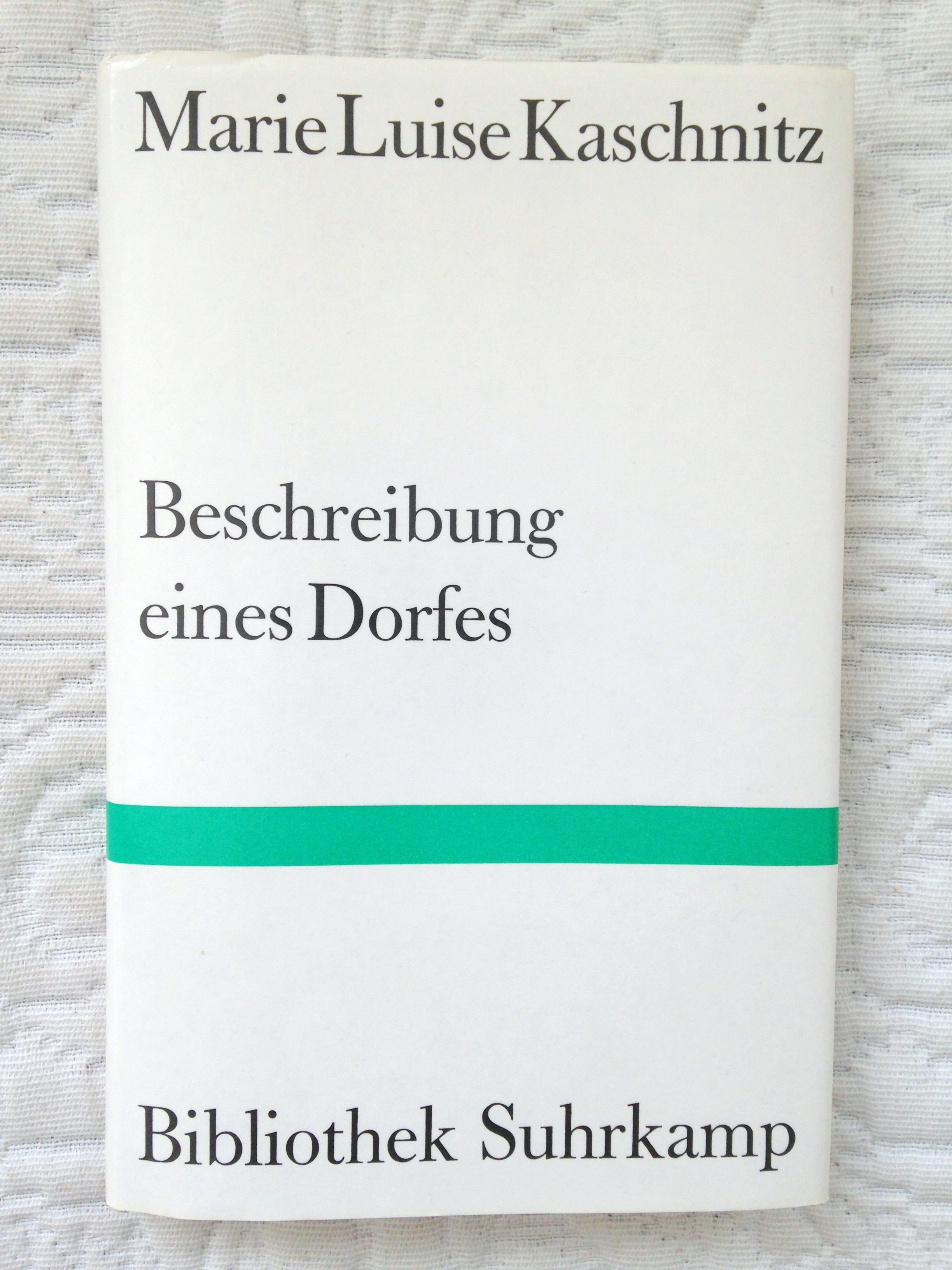
Czwarte wydanie Beschreibung eines Dorfes

## Literatura

### Biografie
- Dagmar von Gersdorff, Marie Luise Kaschnitz. Eine Biographie, Frankfurt am Main: Insel Verlag, 1992, ISBN 3-458-16342-5.
- Wolfdietrich von Kloeden, KASCHNITZ, Marie Luise. w: Biographisch-Bibliographisches Kirchenlexikon (BBKL). Tom 3, Herzberg: F.W. Bautz, 1992, ISBN 3-88309-035-2.
- Anneliese Kuchinke-Bach, Kaschnitz, Marie Luise, geborene Freiin von Holzing-Berstett. w: Neue Deutsche Biographie (NDB). Tom 11, Berlin: Duncker & Humblot, 1977, ISBN 3-428-00192-3, S. 313–315 (Digitalisat).
- Elsbet Linpinsel, Marie Luise Kaschnitz. Bibliographie. Leben und Werk, Hamburg und Düsseldorf: Claassen, 1971, ISBN 978-3-546-46118-4.
- Christoph Meckel, Wohl denen die gelebt. Erinnerungen an Marie Luise Kaschnitz, Konstany: Libelle Verlag, 2008, ISBN 978-3-905707-20-5.
- Elsbeth Pulver, Marie Luise Kaschnitz (Autorenbücher; Bd. 40), München: C.H. Beck, 1984, ISBN 3-406-30145-2.
- Johanna Christiane Reichardt, Zeitgenossin. Marie Luise Kaschnitz. Eine Monographie, Frankfurt am Main: Peter Lang Verlag, 1984, ISBN 3-8204-5247-8.
- Uwe Schweikert, Marie Luise Kaschnitz, Frankfurt am Main: Suhrkamp, 1984, ISBN 3-518-38547-X.

### Analiza
- Jan Badewien, Hansgeorg Schmidt-Bergmann (Hrsg.), Marie Luise Kaschnitz. Eine sensible Zeitgenossin, (= Herrenalber Forum, Sammlung von Beiträgen zu einer Tagung in Bad Herrenalb 2001, Band 30), Karlsruhe: Evangelische Akademie, 2002, ISBN 3-87210-130-7.
- Anita Baus, Standortbestimmung als Prozess. Eine Untersuchung zur Prosa von Marie Luise Kaschnitz, (= Abhandlungen zur Kunst-, Musik- und Literaturwissenschaft,Band 129), Bonn: Bouvier, 1974, ISBN 3-416-00885-5.
- Karin Guni, L’ existence tragique dans la prose de Marie Luise Kaschnitz (= Europäische Hochschulschriften, Reihe 1: Deutsche Sprache und Literatur, Vol. 1447), Bern / Berlin / Frankfurt am Main / New York / Paris / Wien: Peter Lang Verlag, 1994, ISBN 3-906751-95-3.
- Jana Hrdličková, Es sieht schlimm aus in der Welt: der moralische Appell in den Hörspielen von Marie Luise Kaschnitz, (= Acta Universitatis Purkynianae, Band 139), Ústí nad Labem: Filozofická Fakulta UJEP, 2008, ISBN 978-80-7414-025-9.
- Petra Huber-Sauter, Das Ich in der autobiographischen Prosa von Marie Luise Kaschnitz, [Stuttgart] 2004, DNB 970157290 (Dissertation Universität Stuttgart 2003, 270 Seiten, Volltext online)
- Johannes Østbø: Wirklichkeit als Herausforderung des Wortes. Engagement, poetologische Reflexion und dichterische Kommunikation bei Marie Luise Kaschnitz. (= Osloer Beiträge zur Germanistik, Band 17). Lang, Frankfurt nad Menem u. a. 1996, ISBN 3-631-48215-9.
- Heide Rohse: Trauern – Erinnern – Erzählen. Marie Luise Kaschnitz’ Geschichte „Adam und Eva” und die biblische Geschichte Erzählung von Paradies und Vertreibung (= Freiburger literaturpsychologische Gespräche. Jahrbuch für Psychoanalyse und Literatur. Band 22: Trauer). Hrsg. von Wolfram Mauser und Joachim Pfeiffer. Königshausen & Neumann, Würzburg 2003, S. 227–239, ISBN 3-8260-2529-6.
- Nikola Roßbach: „Jedes Kind ein Christkind, jedes Kind ein Mörder”. („Jedes Kind ein Christkind, jedes Kind ein Mörder”. Kind- und Kindheitsmotivik im Werk von Marie-Luise Kaschnitz.) Francke, Tybinga. 1999, ISBN 3-7720-2744-X (Dissertation, RWTH Aachen 1997)
- Adelheid Strack-Richter: Öffentliches und privates Engagement. Die Lyrik von Marie Luise Kaschnitz, Lang, Frankfurt nad Menem u. a. 1979, ISBN 3-8204-6545-6 (zugleich Dissertation, University of Waterloo, Ontario)
- Ulrike Suhr: Poesie als Sprache des Glaubens. Eine theologische Untersuchung des literarischen Werkes von Marie Luise Kaschnitz. (= Praktische Theologie heute; Bd. 8). Kolhhammer, Stuttgart u. a. 1992, ISBN 3-17-012008-5 (zugleich Dissertation, Universität Hamburg 1990)
- Helga Vetter: Ichsuche. Die Tagebuchprosa von Marie Luise Kaschnitz, M und P Verlag für Wissenschaft und Forschung, Stuttgart 1994, ISBN 3-476-45053-8.
- Monika Wolting: Ogród jako topos w dziele Marie Luise Kaschnitz, Undine Gruenter oraz Sarah Kirsch (Der Garten als Topos im Werk von Marie Luise Kaschnitz, Undine Gruenter und Sarah Kirsch) Wroclaw 2009. ISBN 978-83-229-2985-8.